# Brytyjskie Stowarzyszenie Astronomiczne

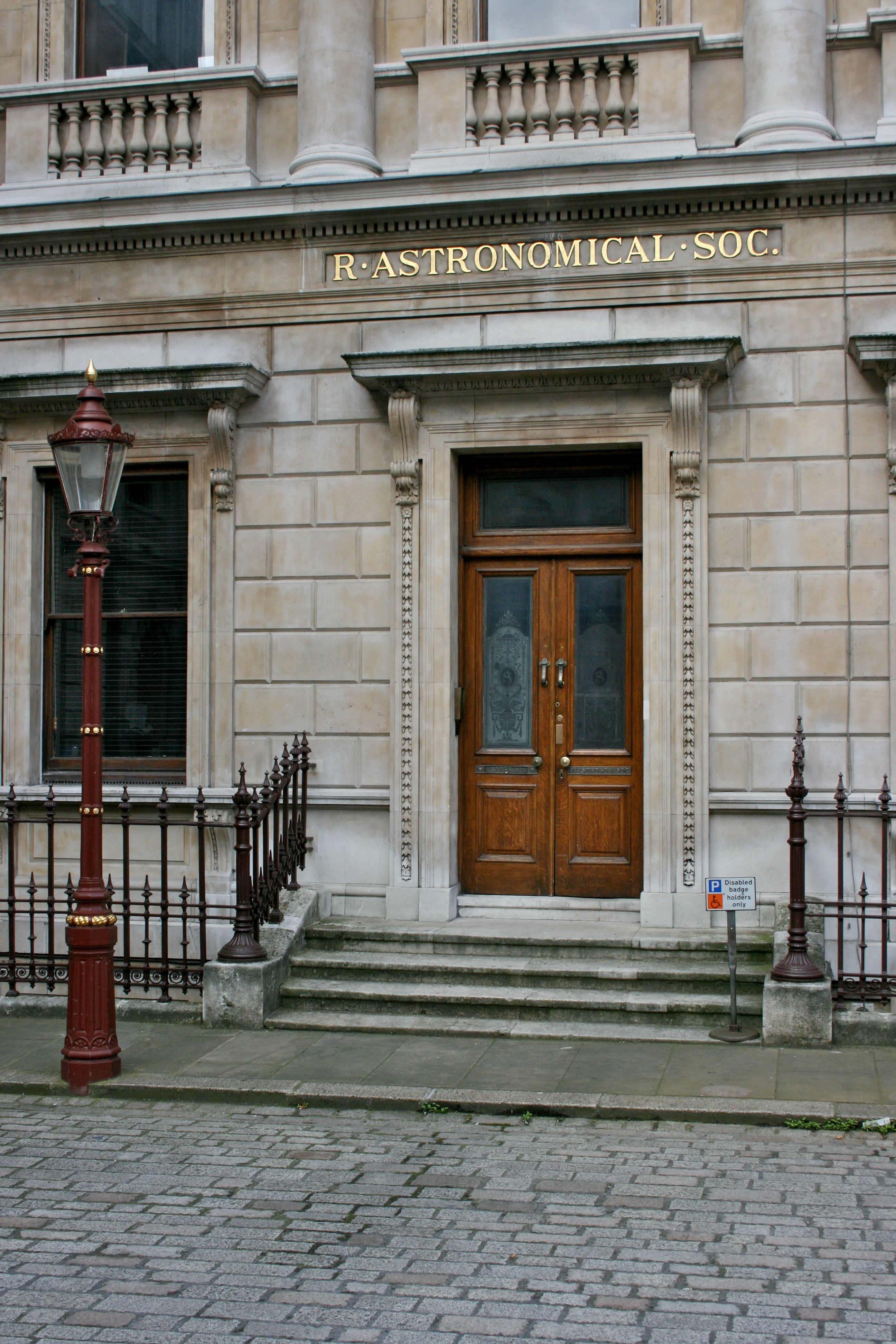
Siedziba Brytyjskiego Stowarzyszenia Astronomicznego w Londynie

Brytyjskie Stowarzyszenie Astronomiczne (ang.  British Astronomical Association  BAA) – brytyjskie stowarzyszenie amatorskich astronomów, z siedzibą w Burlington House, na Piccadilly w Londynie.
Obecnie prezydentem jest Bill Leatherbarrow. 
Stowarzyszenie prowadzi badania w 15 odrębnych, tematycznych sekcjach: 
- Planetoidy
- Zorze polarne
- Komety
- Komputerologia
- Obiekty pozasłoneczne
- Historyczna
- Przyrządy i przetwarzanie obrazu
- Jowisz
- Księżyc
- Mars
- Merkury i Wenus
- Meteory
- Saturn, Uran i Neptun
- Słońce
- Gwiazdy zmienne

Brytyjskie Stowarzyszenie Astronomiczne nadaje takie medale i odznaczenia jak:
- Walter Goodacre Award - od 1930r.
- Merlin Medal - od 1961 r.
- Lydia Brown Award - od 1972 r.
- Steavenson Memorial Award - od 1976 r.
- Horace Dall Medal - od 1990 r.